# Rematch
Rematch ist eine sechsteilige französisch-ungarische Thriller-Miniserie, die von Yan England und André Gulluni entwickelt wurde. Sie erzählt vom zweiten Aufeinandertreffen zwischen dem damaligen Schachweltmeister Garri Kasparow (dargestellt von Christian Cooke) und dem Schachcomputer Deep Blue im Mai 1997. Die Serie hatte vom 9. bis zum 23. September 2024 in der Schweiz beim Sender RTS 1 Premiere. In der Arte-Mediathek wurde die Synchronfassung am 2. Oktober 2024 veröffentlicht, während die Fernsehausstrahlung mit je drei Teilen am 17. und 24. Oktober 2024 bei Arte stattfand.

## Hintergrund
Die Serie behandelt das im Jahr 1997 stattgefundene Rematch (dt. Rückspiel) zwischen Garri Kasparow und dem Schachcomputer von IBM namens Deep Blue in New York City. Kasparow hatte den ersten Wettkampf über sechs Runden zwischen den beiden im Jahr zuvor in der Stadt Philadelphia mit 4–2 gewonnen – die erste Schachpartie des Wettkampfes am 10. Februar 1996 zwischen den beiden gewann Deep Blue, was die erste Niederlage eines amtierenden Schachweltmeisters gegen einen Schachcomputer in einer unter Turnier- und Wettkampfbedingungen gespielten Partie war (siehe: Deep Blue – Kasparow, Philadelphia 1996, 1. Wettkampfpartie). Kasparow war zu jener Zeit der beste Schachspieler der Welt: Er war durchgehend seit 1985 Schachweltmeister. Deep Blue wurde im Vergleich zum ersten Wettkampf mit Kasparow im Vorjahr weiterentwickelt und erhielt inoffiziell den Spitznamen „Deeper Blue“.
Relativ breiten Raum in der Serie nehmen Rückblenden auf die Weltmeisterschafts-Duelle zwischen Kasparow und Anatoli Karpow 1984 und 1985 ein, mit denen Kasparows jahrelange Dominanz in der Schachwelt begann.